# Cheilosia grummi
Cheilosia grummi är en tvåvingeart som beskrevs av Stackelberg 1963. Cheilosia grummi ingår i släktet örtblomflugor, och familjen blomflugor. Inga underarter finns listade i Catalogue of Life.